# 加藤マユミ
加藤 マユミ（かとう マユミ、12月1日 - ）は、日本の漫画家。兵庫県神戸市出身。夫は同じく漫画家の横山了一で、2児の母。

## 作品リスト
記事がある作品の書誌情報は、そちらを参照。電子書籍での自費出版は除く。
- 女子恋愛百科（集英社、2005年10月19日発売[1]、ISBN 4-08-876828-0）
- 月とたまご〜平成竹取物語〜（秋田書店『ヤングチャンピオン』2006年No.1 - 2007年No.5、全3巻）
- 腐しぎの国のリンゴ姫（秋田書店『ヤングチャンピオン』連載、全2巻）
  1. 2008年3月19日発売[2]、ISBN 978-4-253-14954-9
  2. 2008年8月20日発売[3]、ISBN 978-4-253-14955-6
- ギャルポリ（原作：青木健生、芳文社『週刊漫画TIMES』連載、2009年6月16日発売、ISBN 978-4-8322-3163-4）
- 飯田橋のふたばちゃん（原作：横山了一、双葉社『Web漫画アクション堂』→『WEBコミックアクション』、『ITmedia ebook USER』2012年5月15日 - 2014年3月7日、全2巻）
- 陽菜'sリップ（ポニーキャニオン『ぽにマガ』2014年7月3日 - 12月18日）
- 発酵かあさん（リイド社、2017年2月22日発売[4]、ISBN 978-4-8458-5003-7）
- おじさんと女子高生（KADOKAWA、全2巻） - Twitterで発表した作品[5]。
  1. 2018年1月22日発売[5]、ISBN 978-4-04-069626-3
  2. 2018年7月23日発売[6]、ISBN 978-4-04-069977-6
- やせっぽちとふとっちょ（KADOKAWA、全3巻） - Twitterで発表した作品。
  1. 2019年8月30日発売[7]、ISBN 978-4-04-064063-1
  2. 2020年2月14日発売[8]、ISBN 978-4-04-064438-7
  3. 2020年9月10日発売[9]、ISBN 978-4-04-064952-8
- ある幼なじみが結婚するまでの話（KADOKAWA、2020年9月10日発売[10]、ISBN 978-4-04-064951-1）
- ある男が親友の妹と結婚するまでの話（KADOKAWA、2021年4月15日発売[11]、ISBN 978-4-04-680371-9） - 『ある幼なじみが結婚するまでの話』のスピンオフ[11]。